# Биггерс, Джонатан
Джонатан Биггерс (англ. Jonathan E. Biggers; 10 февраля 1960, Ок-Ридж, штат Теннесси — 27 сентября 2016, Вестал, штат Нью-Йорк) — американский органист и педагог.
Сын химика, работавшего в компании «Кока-Кола», и медсестры; родители были музыкантами-любителями, отец играл на органе. Окончил школу в Декейтере (штат Джорджия), в школе играл в духовом оркестре, с 10-летнего возраста учился игре на органе у церковного органиста Уоллеса Циммермана. Затем окончил музыкальное отделение Алабамского университета, ученик Уоррена Хаттона. Затем защитил докторскую диссертацию по органной музыке в Истменовской школе музыки. Далее, получив Стипендию Фулбрайта, отправился в Европу совершенствовать своё мастерство в Женевской консерватории. В 1985 году выиграл Международный конкурс исполнителей в Женеве. В 1990 г. также стал лауреатом международного конкурса органистов в Калгари.
С 1991 г. и до конца жизни профессор органа и клавесина в Бингемтонском университете. Одновременно продолжал концертную карьеру, одним из наиболее впечатляющих моментов в которой был концерт в Соборе Парижской богоматери в 2004 году по случаю 60-летия высадки союзников в Нормандии, в присутствии британской королевы Елизаветы II.
Записал два альбома с произведениям Иоганна Себастьяна Баха и Макса Регера. Был первым исполнителем органных произведений Майкла Колграсса, Ричарда Пру и других американских композиторов.